# Raedera

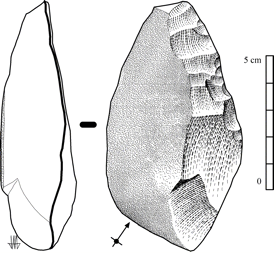
Raedera lateral de cuarcita.

Una raedera es un útil lítico prehistórico fabricado sobre una lasca (en sentido amplio), con uno o varios bordes trabajados por retoques, generalmente escamosos y monofaciales (salvo excepciones), continuos y muy regulares, que suelen ocupar todo el borde de la lasca, formando un frente funcional (corte) uniforme, sin irregularidades (cóncavo, rectilíneo o convexo), que pudo servir tanto para raer (raspar: movimiento transversal), como para cortar (movimiento longitudinal).
Generalmente el retoque no sirve para afilar el borde, pues las lascas tienen, por naturaleza, filos cortantes; sin embargo estos son muy frágiles; es decir, el retoque es un modo de recuperar un borde dañado o de reforzarlo para una tarea costosa. En definitiva, el frente de una raedera debe ser cortante, regular y resistente.
Debido a su variedad y abundancia, las raederas constituyen uno de los grandes grupos de útiles del Paleolítico Medio sobre todo del Musteriense; de hecho a veces, junto con los denticulados, se dice que forman un grupo característico: grupo musteriense. Sin embargo, pese a que no son muy abundantes, las raederas aparecen mucho antes, durante el Paleolítico Inferior y sobreviven, aunque sean ya más escasas, hasta periodos muy recientes de la Prehistoria.

## Variedades
Dentro de esta definición general hay numerosas variantes que se determinan por el tipo de retoque, la localización y número tangentes y las que sí los tienen, que reciben el nombre específico de Raederas convergentes (muy parecidas a las puntas musterienses, pero con la zona apical roma) que, además, pueden tener variantes aún más precisas como las Raederas desviadas y las Raederas con retoque alterno. 
- Raederas especiales: son la categoría más rara, además, abarca tipos muy heterogéneos: 
  - Raedera de dorso adelgazado: es una raedera con dos bordes retocados, pero solo uno (el que está más cuidado y es más regular) actúa como frente funcional; el otro está tallado de forma descuidada, con lascados desiguales y recibe el nombre de dorso adelgazado: Bordes propuso que este dorso servía para acondicionar una lasca demasiado gruesa.[2]
  - Raedera con retoque abrupto: su frente funcional se obtiene por medio de un retoque abrupto. Para que no sea confundida con un cuchillo de dorso debe carecer de bordes cortantes opuestos a dicho frente.
  - Raedera con retoque bifacial: es un tipo muy poco frecuente cuyo frente de raedera se fabrica con un retoque bifacial. A veces se parece a los bifaces, con los que es fácil confundirlos, pero tienen una morfología muy concreta y carecen de ciertas características de este tipo de útiles. Casi siempre son de morfología oval y de dimensiones considerables. La cara inferior de la lasca-soporte ha sido cubierta por grandes lascados planos, invasores, que hacen desaparecer, no sólo el concoide, sino prácticamente toda la cara inferior. A partir de ésta, la otra cara ha sido retocada por lascados más pequeños, a menudo escamosos o escaleriformes. La sección es casi siempre asimétrica, concretamente plano-convexa. Además, el lado opuesto al frente de la raedera es grueso y abrupto, a menudo conserva el córtex natural de la roca, en cualquier caso es romo.